# Мтетва
28°30′54″ пд. ш. 31°50′55″ сх. д. / 28.515° пд. ш. 31.8486° сх. д.
Мтетва, яку іноді називають Держава Мтетва або імперія Мтетва — південноафриканська держава, яка виникла у XVIII столітті на південь від затоки Делагоа та всередині країни на сході Південної Африки. «Мтетва» означає «той, хто править».

## Історія
За Музі Мтетва (1995), мтетва походять від племен нгуні з північного Наталю та гір Лубомбо, сучасна ідентичність яких сягає приблизно 700 років тому. Вони є одними з перших груп нгуні-цонга, які залишили Великі озера в Центральній Африці між 200 роками нашої ери та 1200 роками нашої ери. Після прибуття в Південну Африку вони оселилися навколо сучасного Есватіні, головним чином на горах Лубомбо, перш ніж залишити в XVII столітті, щоб оселитися в сучасному Квазулу-Наталь, в регіоні Нкандла.
Держава складалася приблизно з 30 вождівств, родів і кланів нгуні. На відміну від свого спадкоємця, Зулуського королівства, держава Мтетва була конфедерацією. Після того як вождь зулу Шака каСензагахона (більш відомий як Шака Зулу) став королем, він створив майже однорідну націю з єдиним королем (нкосі).
Держава Мтетва була консолідована та розширена під правлінням Дінгісвайо. На початку ХІХ століття вождь уклав союз із племенем Тсонга на півночі та почав торгувати слоновою кісткою та іншими речами з португальцями в Мозамбіку. Близько 1811 року Бутелезі та низка інших груп нгуні, включаючи тоді ще маргінальний клан Зулу на чолі з Сензангаконою, були об'єднані в щось на кшталт конфедерації з домінантним кланом Мтетва.
Дінгісвайо загинув у битві з ндвандве в 1817 році. Тоді панування Мтетва було замінено Зулуським королівством під керівництвом Шаки, колишнього лейтенанта армії Мтетва. Мтетва використовував багато військових та адміністративних установ, у тому числі систему вікових полків (амабуто), яка пізніше характеризувала королівство Зулу, хоча більш давня теорія, яка приписує ньямбозьким правителям Мтетва запровадження амабуто, більше не приймається через докази того, що широке поширення амабуто сягає XVIII століття і, можливо, раніше. Мтетва були одними з перших вождів нгуні, які використовували зброю.